# Listă de filme de groază din 1976
Aceasta este o listă de filme de groază din 1976.